# Championnat du Japon de football 1969
Le Championnat du Japon de football 1969 est la cinquième édition de la Japan Soccer League.

## Classement
| Pos | Club              | Pts | J  | G  | N | D  | Bp | Bc | Diff | Note                         |
| --- | ----------------- | --- | -- | -- | - | -- | -- | -- | ---- | ---------------------------- |
| 1.  | Mitsubishi Motors | 24  | 14 | 10 | 4 | 0  | 29 | 8  | ＋21 | Champion                     |
| 2.  | Toyo Industries   | 21  | 14 | 10 | 1 | 3  | 31 | 10 | ＋21 |                              |
| 3.  | Yawata Steel      | 15  | 14 | 5  | 5 | 4  | 24 | 23 | ＋1  |                              |
| 4.  | Furukawa Electric | 14  | 14 | 5  | 4 | 5  | 20 | 20 | ±0   |                              |
| 5.  | Yanmar Diesel     | 13  | 14 | 6  | 1 | 7  | 25 | 25 | ±0   |                              |
| 6.  | Nippon Kokan      | 11  | 14 | 4  | 3 | 7  | 18 | 32 | －14 |                              |
| 7.  | Hitachi           | 10  | 14 | 3  | 4 | 71 | 17 | 27 | －10 | Barrage promotion-relégation |
| 8.  | Nagoya Bank       | 4   | 14 | 2  | 0 | 12 | 12 | 31 | －19 | Barrage promotion-relégation |

## Barrage promotion-relégation
| JSL         | Aller | Retour | Senior Cup                              |
| ----------- | ----- | ------ | --------------------------------------- |
| Hitachi     | 2-0   | 1-0    | Kofu Club (Finaliste de la Senior Cup)  |
| Nagoya Bank | 2-0   | 2-1    | Urawa Club (Vainqueur de la Senior Cup) |

Les deux clubs de D1 se maintiennent. Aucune relégation.

## Classement des buteurs
| Joueur             | Nombre de buts |
| ------------------ | -------------- |
| Hiroshi Ochiai     | 12             |
| Kunishige Kamamoto | 10             |
| Teruki Miyamoto    | 7              |